# Ketils saga hœngs

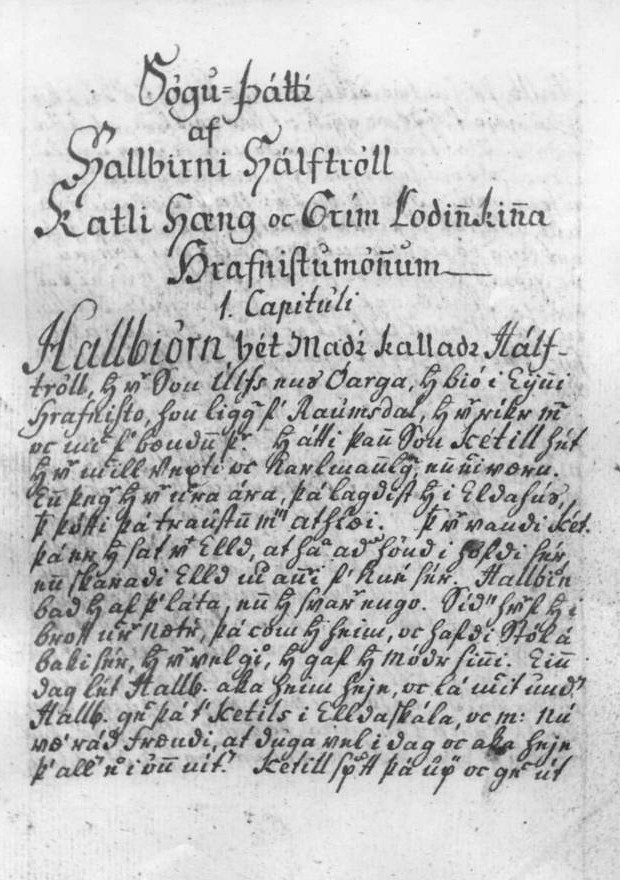
Första sidan av en handskrift till Ketils saga hœngs.

Ketils saga hœngs (Kettil hanlax' saga) är en isländsk fornaldarsaga från tidigt 1300-tal. Sagan är den första i en serie på fyra, som går under namnet Ramstasagorna (Hrafnistumannasögur) och handlar om medlemmar av den forntida norska Hrafnistaätten. Sagan har bevarats i 63 olika handskrifter, varav AM 343a 4° är den äldsta, präntad på gården Möðruvellir i Eyjafjorden av en skrivare vars handstil också kan igenkännas på ett diplom från 1461.

## Handling
Sagans handling utspelar sig på 700-talet i Namdalen, Hålogaland och Finnmarken. Huvudpersonen Kettil, som är son till hersen Hallbjörn halvtroll, beskrivs i inledningen som en oduglig askeladd som sitter i eldhuset och rör om i askan. Grannarna kallar honom Hrafnistafånen (Hrafnistufífl). Till utseendet brås han på sin far, halvtrollet: Han är storvuxen, ful och stark. Men Hallbjörn grämer sig över hans dådlöshet och utsätter honom för olika prövningar, genom vilka han gradvis mognar till man.
Under en fisketur blir Kettil angripen av en flygande drake, som har fiskstjärt (sporðr) och en "krökning" (lykkja) på ryggen. Efter en hård strid hugger han yxan i denna "krökning" – som är drakens svaga punkt – och lyckas dräpa odjuret. Men när han senare berättar om händelsen för sin far, använder han ordet hœngr, som är tvetydigt. Det kan betyda "krok" och "krökning", men också "hanlax". Fadern ökar då på hans namn med tillnamnet hœngr.
Efter denna bragd och några till – bland annat slår han ihjäl en farlig bråkstake – blir Kettils förhållande till sin far allt bättre. Gossen är nu elva vintrar gammal och Hallbjörn tycker att han artar sig väl.
Under två missväxtår tvingas Kettil ge sig ut på långa jakt- och fiskefärder i Finnmarken. De människor som levde där måste ha varit samer, men i sagan har de förvandlats till människoätande troll, jättar och gygjar (jättinnor). De är tjuvaktiga, farliga och trollkunniga. Men i Finnmarken träffar han också den vänlige Brune (Brúni), vars namn har antagits vara ett noaord för Oden. Kettil flyttar ihop med Brunes dotter Hrafnhildr (Stridskorp) och får med henne sonen Grim, som senare ges tillnamnet "ludenkind". En gång har Brune räddat Kettils liv genom att i en storm förvandla sig till en val och lägga sig som vågbrytare framför Kettils båt. Kettil hjälper nu Brune att bli kung över Finnmarken genom att dräpa dennes onde bror Guse (Gusir). Som stridsbyte tar han sedan dennes vapen, tre magiska pilar vid namn Flaug, Hremsa och Fífa samt svärdet Dragvendil.
Trots att Hallbjörn halvtroll nu har blivit farfar, vägrar han godkänna "trollet" Hrafnhild som svärdotter. I stället tvingar han Kettil att ingå äktenskap med den norska Sigrid Bårdsdotter (Sigríðr Bárðsdóttir). Med henne får Kettil en dotter som han ger namnet Hrafnhild efter den kvinna som han har tvingats lämna.
Kettil fäster sig djupt vid sin dotter och flera år senare, då han dricker jul på gården Hrafnista, avger han bragelöftet att Hrafnhild aldrig ska tvingas gifta sig med en man som hon inte älskar. För detta löftes skull tvingas han senare att med svärdet Dragvendil gå två holmgångar mot oönskade friare. Hrafnhild gifter sig därefter med den präktige Bödmod (Bǫðmóðr) som varit Kettils sköldhållare i den sista av dennes dueller.

## Den historiska bakgrunden
Även om handlingen är uppdiktad har flera av sagans huvudpersoner säkert funnits och levat i Namdalen vid 700-talets slut. Bland de utvandrare som hundra år senare kom till Island fanns de ännu i minne, och deras namn har bevarats i islänningasagornas genealogier och i Landnámabók. Däremot går det knappast att knyta enskilda episoder i sagan till någon historisk kärna. Finnur Jónsson gissade att de nödår som omtalas kunde vara ett minne av året 976, då Eyvind skaldaspillir högg upp sitt silver för att kunna köpa mat – men andra svåra år har säkert funnits.
En fråga som har intresserat forskningen är i vad mån sagans beskrivning av "trollens" och "jättarnas" liv återspeglar verkliga förhållanden i dåtidens Finnmarken. Sagan skildrar hur gygjar och trollkonor ensamma befinner sig på långa färder i vildmarken. De jagar, fiskar och rantar runt på skidor, vilket norska kvinnor sannolikt inte gjorde. Trollen var inte heller främmande för att förse sina gäster med sängkamrat. När Kettil första gången erbjuds husrum av den gästfrie Brune, får han frågan om han vill sova ensam eller hos dottern Hrafnhild. Kanske har det varit kulturella skillnader av detta eller något annat slag som gjorde att Hallbjörn halvtroll hade svårt att acceptera ett troll som sonhustru. Å andra sidan bör, av tillnamnet att döma, Hallbjörns egen mor ha varit ett "troll", det vill säga ha haft samiskt ursprung.